# Gammfäbodtjärnen (Resele socken, Ångermanland)
Gammfäbodtjärnen är en sjö i Sollefteå kommun i Ångermanland och ingår i Ångermanälvens huvudavrinningsområde. Sjön är 5,3 meter djup, har en yta på 0,01 kvadratkilometer och är belägen 275 meter över havet.